# Josef Schaffrath
Josef Schaffrath (* 23. März 1898 in Würselen; † 7. Oktober 1944 in Köln-Deutz) war ein deutscher römisch-katholischer Kontrolleur und Märtyrer.

## Leben
Josef Schaffrath wuchs als Arbeitersohn in Würselen bei Aachen auf. Er leistete Kriegsdienst im Ersten Weltkrieg und wurde so schwer verwundet, dass er nicht mehr als Soldat einsatzfähig war. Als Vorsitzender des Katholischen Arbeitervereins in Würselen und als Stadtrat der Zentrumspartei kam er früh in Gegensatz zu den örtlichen Nationalsozialisten. Im Rahmen der Aktion Gitter wurde er am 23. August 1944 (zusammen mit vier ehemaligen Kommunisten) als Staatsfeind verhaftet und kam in das Messelager Köln-Deutz, das als Außenlager des KZ Buchenwald diente. Dort starb er am 7. Oktober 1944 an Fleckfieber. Am Ostermontag 1946 wurde für ihn in der Kirche St. Marien in Scherberg das Totenamt gehalten.

## Gedenken

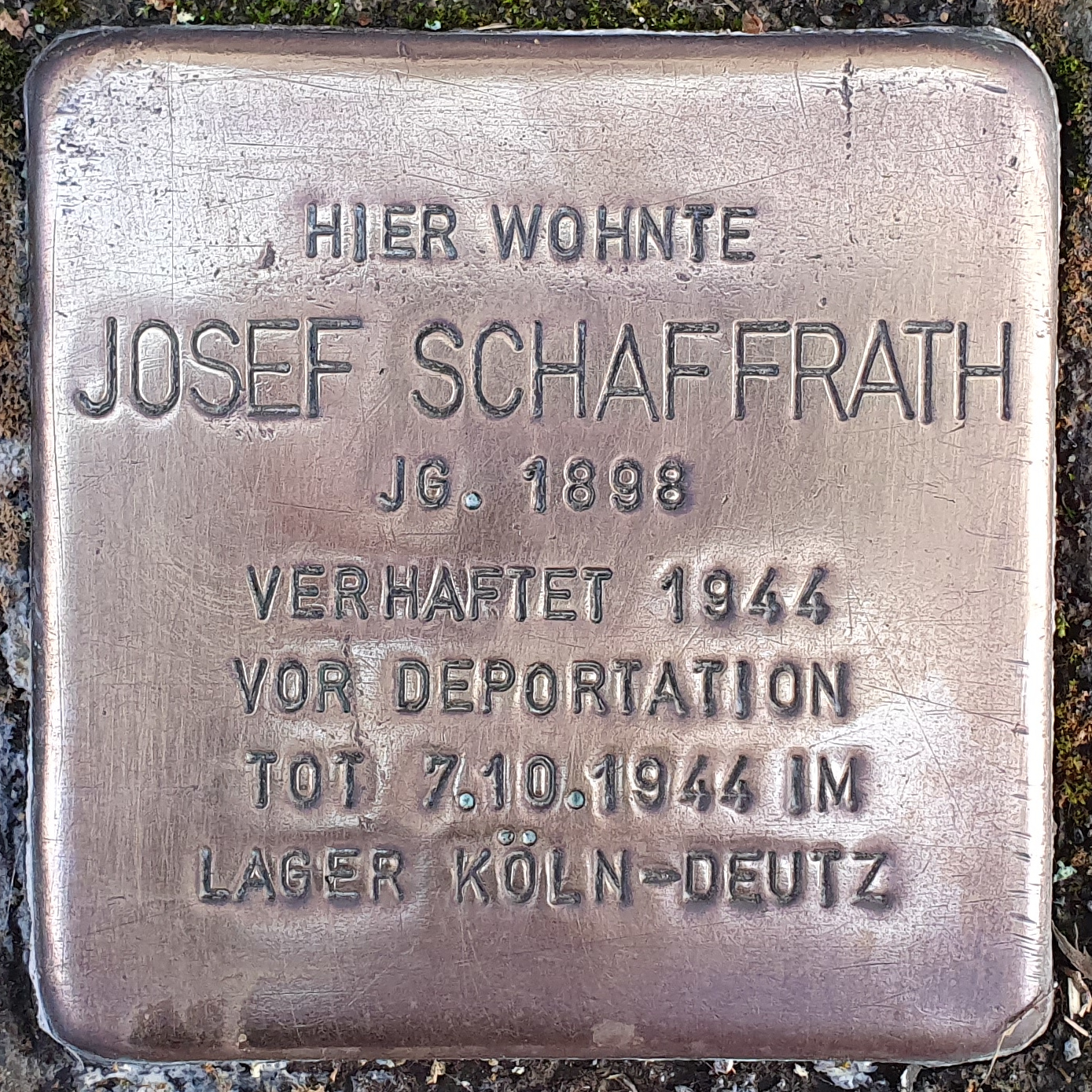
Stolperstein für Josef Schaffrath

Die Römisch-katholische Kirche in Deutschland hat Josef Schaffrath als Märtyrer aus der Zeit des Nationalsozialismus in das deutsche Martyrologium des 20. Jahrhunderts aufgenommen. In Würselen wurde 2008 ein Stolperstein in der Paulinenstraße für ihn verlegt.